# Autoração
Autoração é o processo de criação, edição, legendagem e dublagem de um filme para a mídia DVD.
No processo de autoração são criados os menus, a navegação e os acessos aos extras e demais conteúdo do DVD.

A expressão "autoração" usada na língua portuguesa está associada à mídia DVD, mas o ato da criação de menus, links, animações, interatividade é um pressuposto do design digital, ou no caso da Internet do webdesign. Pode-se considerar então que a autoração multimídia é o processo de design digital.
O uso da palavra "autoração" tem forte influência do inglês authoring e do uso de softwares de autoria multimídia, que são programas que criam interfaces (seja DVD, site ou software).